# Rufino Linares
Rufino De la Cruz Linares (28 de febrero de 1951 - 16 de mayo de 1998) fue un jardinero izquierdo dominicano que jugó en las Grandes Ligas de Béisbol. Linares fue firmado como amateurs por Atlanta Braves en 1973 y jugó cuatro temporadas con los Bravos de Atlanta y Los Angeles Angels of Anaheim. También se desempeñaba como bateador designado.
Linares murió el 16 de mayo de 1998 en un accidente automovilístico cuando se dirigía desde Santo Domingo a su casa en San Pedro de Macorís en la República Dominicana.

## Liga Dominicana
Linares jugó en la Liga Dominicana para los Caimanes del Sur y Leones del Escogido. Es el único con tres temporadas de 30-30 en anotadas y remolcadas en la historia de la liga., además ganó 2 veces el premio de jugador más valioso de la LIDOM una vez Con los Caimanes del sur en 1983-1984  y otra con los  Leones del Escogido 1985-1986